# Synema
Synema Simon, 1864 è un genere di ragni appartenente alla famiglia Thomisidae.

## Distribuzione
Le 122 specie note di questo genere sono state rinvenute in molteplici località, tanto da renderlo pressoché cosmopolita: la specie dall'areale più vasto è la S. globosum, reperita in molte località dell'intera regione paleartica

## Tassonomia
La grafia Synaema, presente a volte in letteratura, è da ritenersi un mero refuso.
Non sono stati esaminati esemplari di questo genere dal 2012.
A gennaio 2015, si compone di 122 specie e 6 sottospecie:
1. Synema abrahami Mello-Leitão, 1948 — Guyana
2. Synema adjunctum O. P.-Cambridge, 1891 — Panama
3. Synema aequinoctiale (Taczanowski, 1872) — Messico, Guiana francese
4. Synema affinitatum O. P.-Cambridge, 1891 — dal Messico al Brasile
5. Synema albomaculatum Ono, 2001 — Bhutan
6. Synema anatolica Demir, Aktas & Topçu, 2009 — Turchia
7. Synema annulipes Dahl, 1907 — Africa orientale
8. Synema bariguiensis Mello-Leitão, 1947 — Brasile
9. Synema batarasa Barrion & Litsinger, 1995 — Filippine
10. Synema bellum Soares, 1944 — Brasile
11. Synema berlandi Lessert, 1919 — Etiopia, Africa orientale
12. Synema bipunctatum (Taczanowski, 1872) — Brasile, Guiana francese
13. Synema bishopi Caporiacco, 1955 — Venezuela, Guiana francese
14. Synema bourgini Millot, 1942 — Guinea
15. Synema buettneri Dahl, 1907 — Camerun, Togo
16. Synema camerunense Dahl, 1907 — Camerun
17. Synema candicans (O. P.-Cambridge, 1876) — Egitto
18. Synema caucasicum Utochkin, 1960 — Georgia
19. Synema cervinum Schenkel, 1936 — Cina
20. Synema chikunii Ono, 1983 — Giappone
21. Synema concolor Caporiacco, 1947 — Africa orientale
22. Synema conradti Dahl, 1907 — Camerun
23. Synema curvatum Dahl, 1907 — Africa orientale
24. Synema decens (Karsch, 1878) — Sudafrica
25. Synema decoratum Tikader, 1960 — India, Cina
26. Synema diana (Audouin, 1826) — dalla Tunisia all'Arabia Saudita
27. Synema fasciatum Mello-Leitão, 1929 — Brasile
28. Synema fiebrigi Dahl, 1907 — Paraguay
29. Synema fischeri Dahl, 1907 — Somalia
30. Synema flavimanum Dahl, 1907 — Africa orientale
31. Synema flavipes Dahl, 1907 — Togo
32. Synema flavum Dahl, 1907 — Africa orientale
33. Synema flexuosum Dahl, 1907 — Africa orientale
34. Synema fuelleborni Dahl, 1907 — Africa orientale
35. Synema fuscomandibulatum Petrunkevitch, 1925 — Panama
36. Synema glaucothorax Piza, 1934 — Brasile
37. Synema globosum (Fabricius, 1775)[2] — Regione paleartica
  - Synema globosum clarum Franganillo, 1913 — Spagna
  - Synema globosum flavum Franganillo, 1913 — Spagna
  - Synema globosum nigriventre Kulczyński, 1901 — Russia
  - Synema globosum pulchellum Franganillo, 1926 — Spagna
38. Synema gracilipes Dahl, 1907 — Congo, Africa orientale
39. Synema haemorrhoidale Dahl, 1907 — Paraguay
40. Synema haenschi Dahl, 1907 — Guatemala, Brasile
41. Synema helvolum Simon, 1907 — Guinea-Bissau
42. Synema hildebrandti Dahl, 1907 — Madagascar
43. Synema hirtipes Dahl, 1907 — Zimbabwe
44. Synema illustre Keyserling, 1880 — Perù
45. Synema imitator (Pavesi, 1883) — Etiopia, Africa orientale e meridionale
  - Synema imitator meridionale Strand, 1907 — Sudafrica
46. Synema interjectivum Mello-Leitão, 1947 — Brasile
47. Synema jaspideum Simon, 1907 — Sierra Leone, Isola di Bioko (Golfo di Guinea)
48. Synema lanceolatum Mello-Leitão, 1929 — Brasile
49. Synema langheldi Dahl, 1907 — Africa orientale e meridionale
50. Synema laticeps Dahl, 1907 — Africa orientale
51. Synema latispinum Keyserling, 1883 — Perù
52. Synema latissimum Dahl, 1907 — Togo
53. Synema lineatum Thorell, 1894 — Singapore
54. Synema longipes Dahl, 1907 — Togo
55. Synema longispinosum Dahl, 1907 — Africa orientale
56. Synema lopezi Jiménez, 1988 — Messico
57. Synema lunulatum Dahl, 1907 — Madagascar
58. Synema luridum Keyserling, 1880 — Perù
59. Synema luteovittatum Keyserling, 1891 — Brasile
60. Synema maculatovittatum Caporiacco, 1954 — Guiana francese
61. Synema maculosum O. P.-Cambridge, 1891 — America centrale
62. Synema madidum O. P.-Cambridge, 1895 — Messico
63. Synema mandibulare Dahl, 1907 — Africa orientale
64. Synema marcidum Simon, 1907 — Guinea-Bissau
65. Synema marlothi Dahl, 1907 — Sudafrica
66. Synema multipunctatum (Simon, 1895) — Yemen, Congo, Guinea
67. Synema mysorense Tikader, 1980 — India
68. Synema nangoku Ono, 2002 — Cina, Giappone
69. Synema neomexicanum Gertsch, 1939 — USA
70. Synema nigrianum Mello-Leitão, 1929 — dal Venezuela al Brasile
71. Synema nigriventer Dahl, 1907 — Africa orientale
72. Synema nigrotibiale Lessert, 1919 — Africa orientale
73. Synema nigrum Keyserling, 1880 — Perù
74. Synema nitidulum Simon, 1929 — Brasile
75. Synema obscurifrons Dahl, 1907 — Madagascar
76. Synema obscuripes Dahl, 1907 — Madagascar
77. Synema opulentum Simon, 1886 — Vietnam, Sumatra
  - Synema opulentum birmanicum Thorell, 1887 — Birmania
78. Synema ornatum (Thorell, 1875) — Ungheria, Russia, Ucraina
79. Synema palliatum O. P.-Cambridge, 1891 — Panama
80. Synema papuanellum Strand, 1913 — Nuova Guinea
81. Synema paraense Mello-Leitão, 1929 — Brasile
82. Synema parvulum (Hentz, 1847) — USA, Messico
83. Synema pauciaculeis Caporiacco, 1947 — Africa orientale
84. Synema pereirai Soares, 1943 — Brasile
85. Synema pichoni Schenkel, 1963 — Cina
86. Synema plorator (O. P.-Cambridge, 1872) — dalla Slovacchia ad Israele, Asia centrale
87. Synema pluripunctatum Mello-Leitão, 1929 — Brasile
88. Synema pusillum Caporiacco, 1955 — Venezuela
89. Synema putum O. P.-Cambridge, 1891 — Guatemala
90. Synema quadratum Mello-Leitão, 1929 — Brasile
91. Synema quadrifasciatum Dahl, 1907 — Africa orientale
92. Synema quadrimaculatum Roewer, 1961 — Senegal
93. Synema reimoseri Lessert, 1928 — Congo
94. Synema revolutum Tang & Li, 2010 — Cina
95. Synema riflense Strand, 1909 — Sudafrica
96. Synema rubromaculatum Keyserling, 1880 — Colombia, Brasile
97. Synema scalare Strand, 1913 —Africa centrale
98. Synema scheffleri Dahl, 1907 — Africa orientale
99. Synema schulzi Dahl, 1907 — Brasile
100. Synema setiferum Mello-Leitão, 1929 — Brasile
101. Synema simoneae Lessert, 1919 — Africa orientale
102. Synema socium O. P.-Cambridge, 1891 — Panama
103. Synema spinosum Mello-Leitão, 1929 — Brasile
104. Synema spirale Dahl, 1907 — America meridionale
105. Synema steckeri Dahl, 1907 — Togo, Sudan
106. Synema subabnorme Caporiacco, 1947 — Uganda
107. Synema suteri Dahl, 1907 — Nuova Zelanda
108. Synema tadzhikistanicum Utochkin, 1960 — Asia centrale
109. Synema ternetzi Mello-Leitão, 1939 — Paraguay
110. Synema tibiale Dahl, 1907 — Malawi
111. Synema togoense Dahl, 1907 — Togo
112. Synema tricalcaratum Mello-Leitão, 1929 — Brasile
113. Synema trimaculosum Schmidt, 1956 — Ecuador
114. Synema utotchkini Marusik & Logunov, 1995 — Turchia, Kazakistan, Kyrgyzstan
115. Synema vachoni Jézéquel, 1964 — Costa d'Avorio
116. Synema valentinieri Dahl, 1907 — Egitto
117. Synema vallotoni Lessert, 1923 — Sudafrica
118. Synema variabile Caporiacco, 1939 — Etiopia
119. Synema viridans (Banks, 1896) — USA
120. Synema viridisterne Jézéquel, 1966 — Costa d'Avorio
121. Synema vittatum Keyserling, 1880 — Perù
122. Synema zonatum Tang & Song, 1988 — Cina

### Specie trasferite
- Synema batjense Simon, 1886; trasferita al genere Mastira Thorell, 1891[1].
- Synema bicolor Keyserling, 1883; trasferita al genere Xysticus C.L. Koch, 1835
- Synema brunettii Tikader, 1962; trasferita al genere Lysiteles Simon, 1895
- Synema dimidiatipes Simon, 1900; trasferita al genere Mecaphesa Simon, 1900
- Synema excultum O. Pickard-Cambridge, 1885; trasferita al genere Lysiteles Simon, 1895
- Synema fronto Simon, 1900; trasferita al genere Mecaphesa Simon, 1900
- Synema impotens Simon, 1900; trasferita al genere Mecaphesa Simon, 1900
- Synema insulare (Blackwall, 1877); trasferita al genere Firmicus Simon, 1895
- Synema jocosum Banks, 1929; trasferita al genere Stephanopoides Keyserling, 1880
- Synema lentiginosum Simon, 1886; trasferita al genere Firmicus Simon, 1895
- Synema margaritaceum Simon, 1909; trasferita al genere Ebrechtella Dahl, 1907
- Synema naevigerum Simon, 1900; trasferita al genere Mecaphesa Simon, 1900
- Synema obscurum Keyserling, 1880; trasferita al genere Xysticus C.L. Koch, 1835
- Synema rufithorax Simon, 1904; trasferita al genere Misumenops F.O.P.-Cambridge, 1900
- Synema seranicum Strand, 1913; trasferita al genere Henriksenia Lehtinen, 2005
- Synema takashimai (Uyemura, 1937); trasferita al genere Lysiteles Simon, 1895

### Sinonimi
- Synema globosum canariense Dahl, 1907; posta in sinonimia con Synema globosum (Fabricius, 1775) a seguito di un lavoro di Wunderlich (1987a)[1].
- Synema globosum daghestanicum Utochkin, 1960; posta in sinonimia con Synema globosum (Fabricius, 1775) a seguito di un lavoro di Ono (1988c).
- Synema japonicum Karsch, 1879; posta in sinonimia con Synema globosum (Fabricius, 1775) a seguito di un lavoro di Ono (1988c).
- Synema kochi (Thorell, 1881); trasferita dal genere Diaea Thorell, 1869, e posta in sinonimia con Synema globosum (Fabricius, 1775) a seguito di un lavoro di Ono (1988c).
- Synema richteri Utochkin, 1960; posta in sinonimia con Synema plorator (O. Pickard-Cambridge, 1872) a seguito di un lavoro di Levy del 1975.

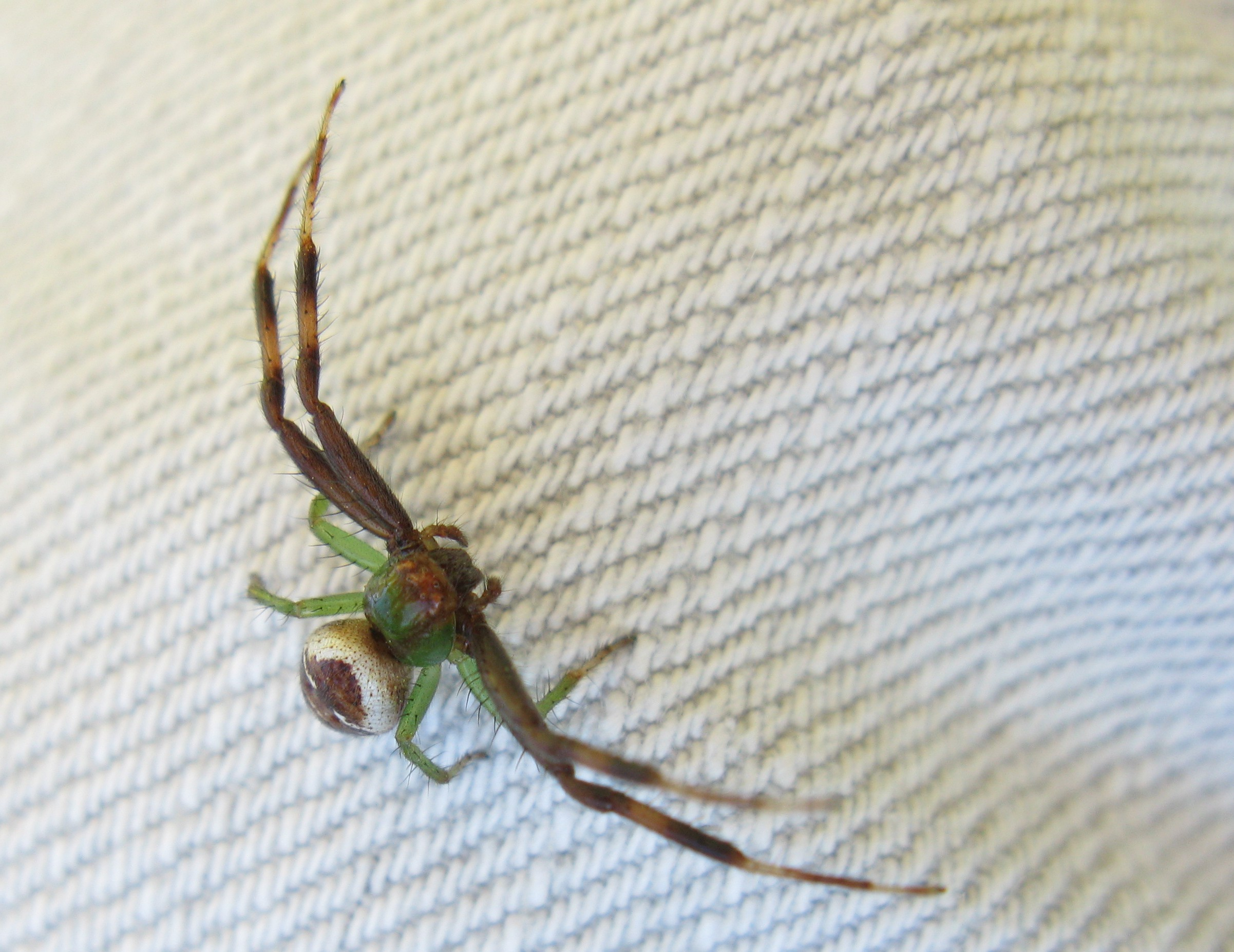
Synema decens
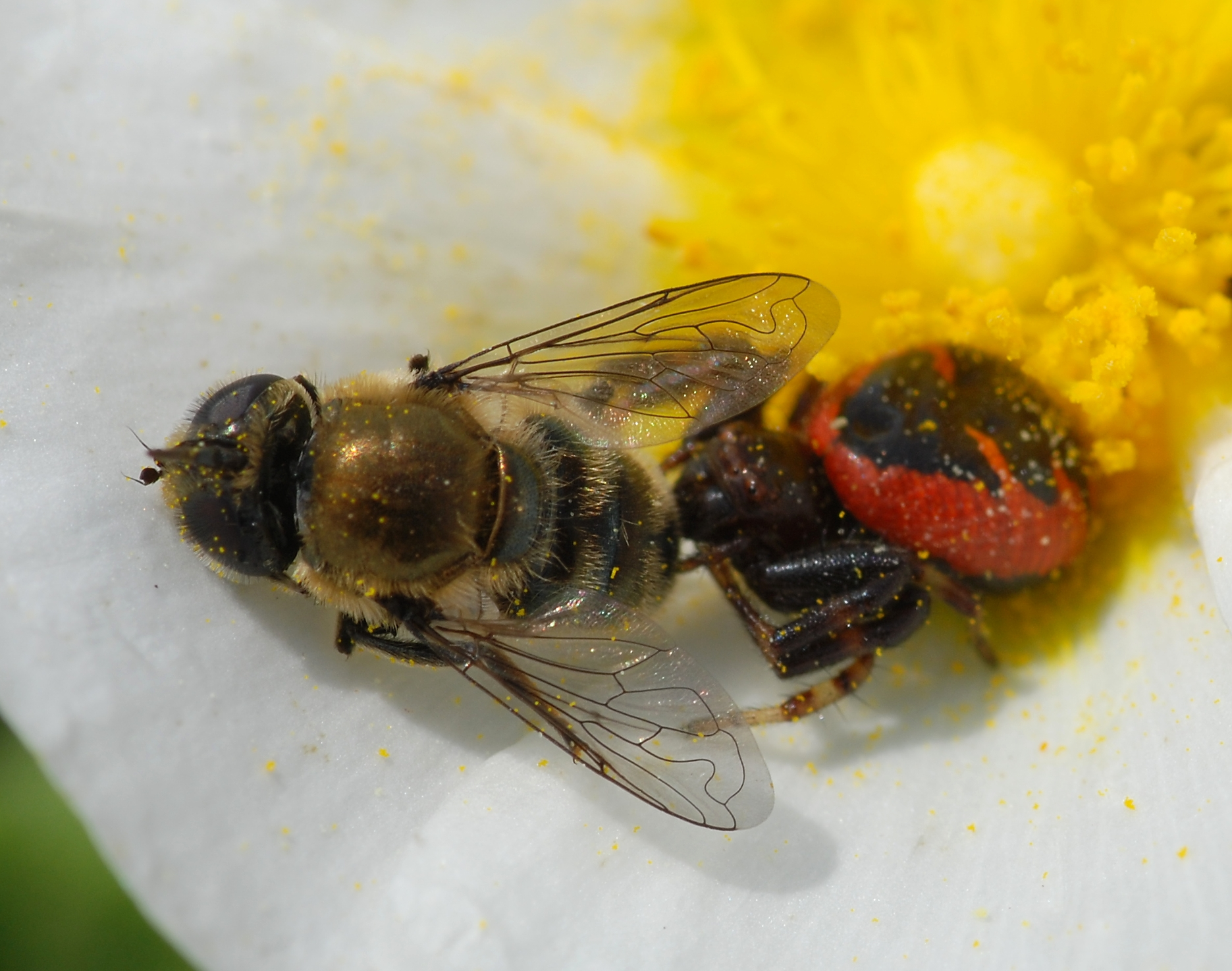
Synema globosum, forma rossa
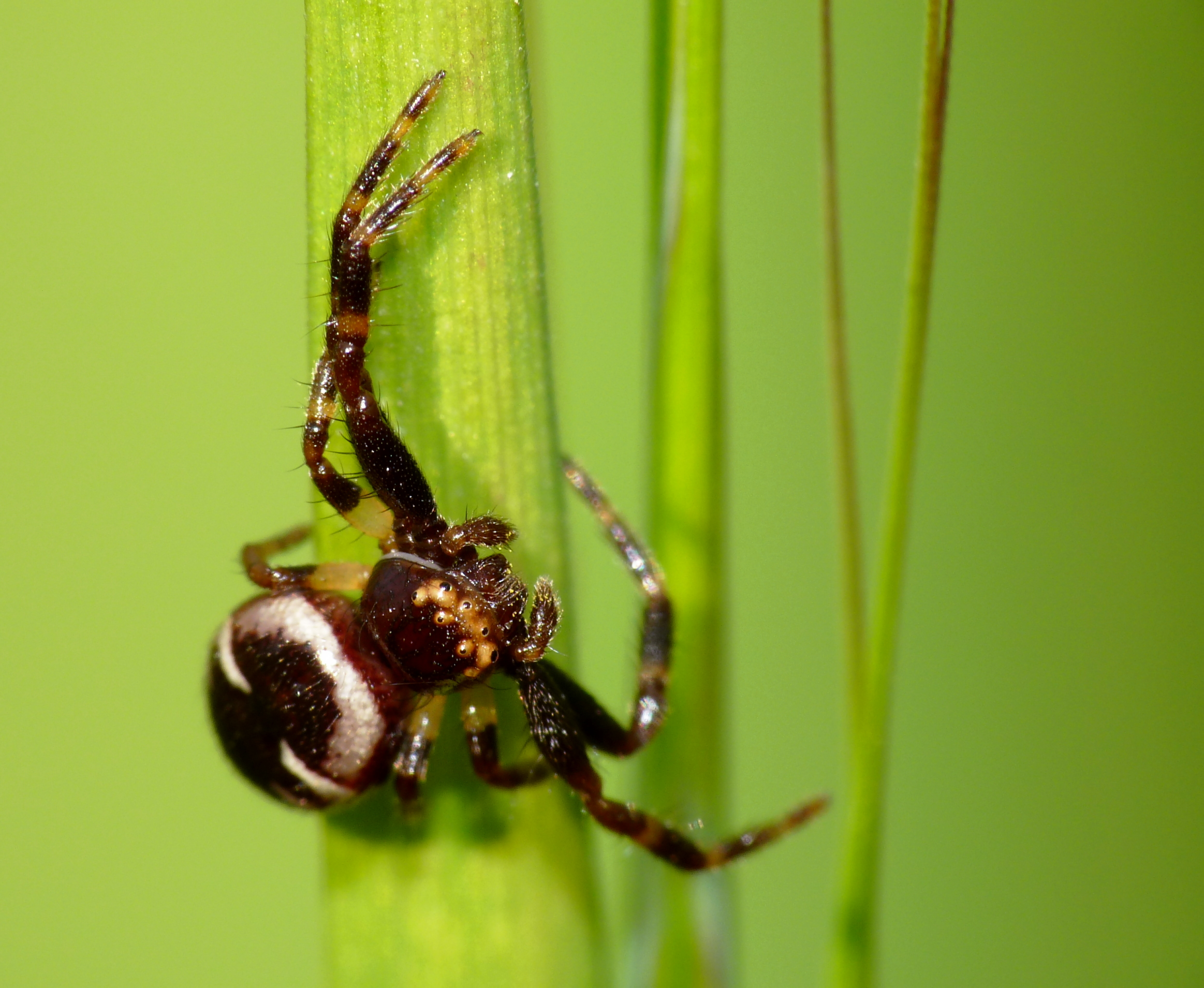
Synema globosum, maschio
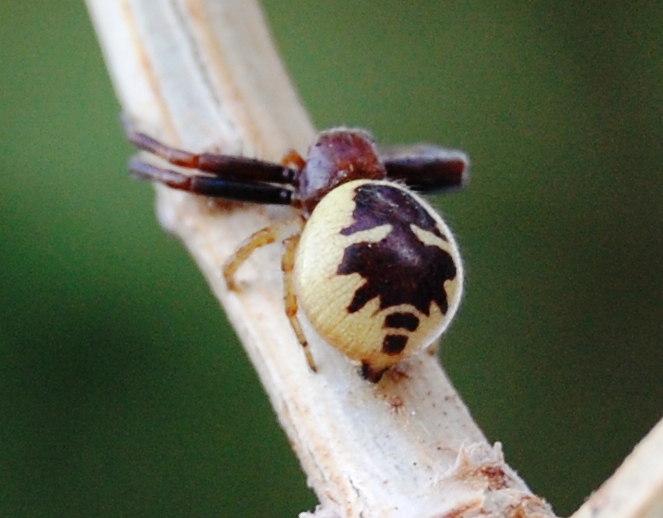
Synema globosum